# يوسف أباد (تشالدران)
يوسف أباد (بالفارسية: یوسف‌آباد) هي قرية تقع في أذربيجان الغربية في إيران. يقدر عدد سكانها بـ 139 نسمة.